# Polska Liga Siatkówki (2004/2005)
Polska Liga Siatkówki 2004/2005 − 69. sezon siatkarskich mistrzostw Polski (5. sezon jako ligi profesjonalnej) organizowany przez Profesjonalną Ligę Piłki Siatkowej.
W fazie zasadniczej 10 zespołów rozegrało mecze system każdy z każdym (mecz i rewanż). Do fazy play-off przeszło 8 najlepszych drużyn, gdzie rywalizowały one systemem drabinkowym (ćwierćfinały, półfinały, mecz o 3. miejsce i finał do trzech zwycięstw). Drużyny z dwóch ostatnich miejsc po fazie zasadniczej rywalizowały o utrzymanie grając do 4 zwycięstw, po których przegrany spadał bezpośrednio, a wygrany tej pary walczył z drugą drużyną z serii B.

## Drużyny uczestniczące
| | Polska Liga Siatkówki 2004/2005  |   |     |
| --- | -------------------------------- | - | --- |
| JAS | Jastrzębski Węgiel               | 1 | LM  |
| OLS | PZU AZS Olsztyn                  | 2 | CEV |
| CZE | Pamapol Domex AZS Częstochowa    | 3 | CEV |
| BEŁ | Skra Bełchatów                   | 4 | CEV |
| SOS | KP Polska Energia Sosnowiec      | 5 | LM  |
| KED | Mostostal-Azoty Kędzierzyn-Koźle | 6 |     |
| NYS | AZS PWSZ Nysa                    | 7 |     |
| WAR | AZS Politechnika Warszawska      | 8 |     |
| | Awans z I ligi serii B           |   |     |
| RZE | AKS Resovia Rzeszów              | 1 |     |
| RDL | Górnik Radlin                    | 2 |     |
| Oznaczenia: - kolumna pierwsza – skróty nazw drużyn wpisane na mapie (jeśli ta została zamieszczona), - kolumna trzecia – miejsce zajęte przez daną drużynę w poprzednim sezonie. |                                  |   |     |

Uwagi:
- Klub AZS PWSZ Nysa do 16 grudnia 2004 roku występował pod nazwą AZS Nysa[1].

## Faza zasadnicza

### Tabela wyników
| Gospodarz \ Gość1                | JAS | OLS | CZE | BEŁ | SOS | KED | NYS | WAR | RZE | RDL |
| Jastrzębski Węgiel               |     | 1:3 | 0:3 | 0:3 | 3:1 | 3:0 | 3:0 | 3:0 | 3:0 | 3:0 |
| PZU AZS Olsztyn                  | 2:3 |     | 2:3 | 3:1 | 3:0 | 3:1 | 3:1 | 3:2 | 3:0 | 3:0 |
| Pamapol Domex AZS Częstochowa    | 3:0 | 3:1 |     | 0:3 | 3:0 | 3:2 | 3:0 | 3:1 | 3:1 | 3:0 |
| Skra Bełchatów                   | 3:1 | 2:3 | 3:1 |     | 3:1 | 3:1 | 3:1 | 1:3 | 3:0 | 3:0 |
| KP Polska Energia Sosnowiec      | 3:2 | 1:3 | 0:3 | 0:3 |     | 2:3 | 3:1 | 2:3 | 1:3 | 3:0 |
| Mostostal-Azoty Kędzierzyn-Koźle | 3:1 | 3:0 | 3:2 | 2:3 | 3:2 |     | 3:1 | 1:3 | 3:0 | 1:3 |
| AZS PWSZ Nysa                    | 0:3 | 1:3 | 0:3 | 0:3 | 0:3 | 0:3 |     | 1:3 | 3:1 | 1:3 |
| AZS Politechnika Warszawska      | 2:3 | 1:3 | 0:3 | 0:3 | 1:3 | 3:0 | 3:1 |     | 2:3 | 3:2 |
| AKS Resovia Rzeszów              | 0:3 | 0:3 | 0:3 | 0:3 | 3:1 | 3:1 | 3:2 | 1:3 |     | 3:0 |
| Górnik Radlin                    | 0:3 | 0:3 | 0:3 | 0:3 | 1:3 | 0:3 | 3:1 | 3:1 | 0:3 |     |

Źródło: archiwum.pls.pl
1 Drużyna gospodarzy jest wymieniona po lewej stronie tabeli.
Kolory:
  zwycięstwo gospodarzy 3:0 lub 3:1
  zwycięstwo gospodarzy 3:2
  zwycięstwo gości 3:0 lub 3:1
  zwycięstwo gości 3:2

### Terminarz i wyniki spotkań
| Data        | Godz. | Gospodarz                        | Rezultat                                | Gość                             | Widzów |
| ----------- | ----- | -------------------------------- | --------------------------------------- | -------------------------------- | ------ |
| 1. KOLEJKA  |       |                                  |                                         |                                  |        |
| 16.10.2004  | 14:00 | AKS Resovia Rzeszów              | 0:3 (18:25, 19:25, 20:25)               | Jastrzębski Węgiel               | 2500   |
| 16.10.2004  | 17:00 | Górnik Radlin                    | 0:3 (18:25, 15:25, 20:25)               | PZU AZS Olsztyn                  | 600    |
| 16.10.2004  | 17:00 | Pamapol Domex AZS Częstochowa    | 3:1 (25:23, 24:26, 25:19, 25:22)        | AZS Politechnika Warszawska      | 2500   |
| 17.10.2004  | 15:00 | Mostostal-Azoty Kędzierzyn-Koźle | 3:2 (20:25, 23:25, 35:33, 25:13, 18:16) | KP Polska Energia Sosnowiec      | 1300   |
| 20.10.2004  | 18:00 | Skra Bełchatów                   | 3:1 (25:15, 20:25, 27:25, 25:23)        | AZS Nysa                         | 1000   |
| 2. KOLEJKA  |       |                                  |                                         |                                  |        |
| 23.10.2004  | 14:00 | Górnik Radlin                    | 0:3 (16:25, 20:25, 22:25)               | Pamapol Domex AZS Częstochowa    | 600    |
| 23.10.2004  | 17:00 | AKS Resovia Rzeszów              | 3:1 (25:20, 28:26, 18:25, 25:22)        | Mostostal-Azoty Kędzierzyn-Koźle | 3800   |
| 23.10.2004  | 17:00 | AZS Nysa                         | 0:3 (21:25, 16:25, 16:25)               | KP Polska Energia Sosnowiec      | 700    |
| 24.10.2004  | 15:00 | Jastrzębski Węgiel               | 1:3 (24:26, 20:25, 30:28, 16:25)        | PZU AZS Olsztyn                  | 900    |
| 27.10.2004  | 18:00 | AZS Politechnika Warszawska      | 0:3 (22:25, 21:25, 22:25)               | Skra Bełchatów                   |        |
| 3. KOLEJKA  |       |                                  |                                         |                                  |        |
| 30.10.2004  | 14:00 | KP Polska Energia Sosnowiec      | 2:3 (22:25, 12:25, 25:20, 25:21, 12:15) | AZS Politechnika Warszawska      | 1000   |
| 30.10.2004  | 17:00 | PZU AZS Olsztyn                  | 3:0 (25:17, 25:20, 25:19)               | AKS Resovia Rzeszów              | 2500   |
| 30.10.2004  | 17:00 | Skra Bełchatów                   | 3:0 (25:23, 25:17, 25:22)               | Górnik Radlin                    | 1500   |
| 30.10.2004  | 17:00 | Mostostal-Azoty Kędzierzyn-Koźle | 3:1 (25:17, 22:25, 25:18, 25:16)        | AZS Nysa                         | 1120   |
| 31.10.2004  | 15:00 | Pamapol Domex AZS Częstochowa    | 3:0 (29:27, 25:21, 25:22)               | Jastrzębski Węgiel               | 3100   |
| 4. KOLEJKA  |       |                                  |                                         |                                  |        |
| 06.11.2004  | 14:00 | AZS Politechnika Warszawska      | 3:0 (25:23, 25:22, 25:18)               | Mostostal-Azoty Kędzierzyn-Koźle | 1300   |
| 06.11.2004  | 17:00 | AKS Resovia Rzeszów              | 3:2 (22:25, 25:23, 20:25, 25:19, 15:10) | AZS Nysa                         | 4000   |
| 06.11.2004  | 17:00 | Górnik Radlin                    | 1:3 (25:15, 19:25, 23:25, 20:25)        | KP Polska Energia Sosnowiec      | 380    |
| 06.11.2004  | 17:00 | Jastrzębski Węgiel               | 0:3 (19:25, 19:25, 21:25)               | Skra Bełchatów                   | 900    |
| 07.11.2004  | 15:00 | PZU AZS Olsztyn                  | 2:3 (27:29, 22:25, 25:23, 25:17, 17:19) | Pamapol Domex AZS Częstochowa    |        |
| 5. KOLEJKA  |       |                                  |                                         |                                  |        |
| 13.11.2004  | 14:00 | AZS Nysa                         | 1:3 (17:25, 21:25, 25:21, 16:25)        | AZS Politechnika Warszawska      | 800    |
| 13.11.2004  | 17:00 | Mostostal-Azoty Kędzierzyn-Koźle | 1:3 (20:25, 21:25, 25:16, 20:25)        | Górnik Radlin                    | 700    |
| 14.11.2004  | 15:00 | KP Polska Energia Sosnowiec      | 3:2 (25:23, 19:25, 25:22, 16:25, 18:16) | Jastrzębski Węgiel               | 1500   |
| 24.11.2004  | 18:00 | Skra Bełchatów                   | 2:3 (25:22, 24:26, 25:20, 16:25, 11:15) | PZU AZS Olsztyn                  | 2200   |
| 24.11.2004  | 19:00 | Pamapol Domex AZS Częstochowa    | 3:1 (22:25, 25:22, 25:23, 25:16)        | AKS Resovia Rzeszów              | 1000   |
| 6. KOLEJKA  |       |                                  |                                         |                                  |        |
| 19.11.2004  | 17:00 | Górnik Radlin                    | 3:1 (22:25, 25:22, 25:18, 25:17)        | AZS Nysa                         | 450    |
| 20.11.2004  | 14:00 | PZU AZS Olsztyn                  | 3:0 (25:20, 25:21, 25:19)               | KP Polska Energia Sosnowiec      | 2500   |
| 20.11.2004  | 17:00 | AKS Resovia Rzeszów              | 1:3 (25:23, 16:25, 25:27, 14:25)        | AZS Politechnika Warszawska      | 4500   |
| 20.11.2004  | 17:00 | Jastrzębski Węgiel               | 3:0 (25:19, 25:17, 25:18)               | Mostostal-Azoty Kędzierzyn-Koźle | 700    |
| 21.11.2004  | 15:00 | Pamapol Domex AZS Częstochowa    | 0:3 (23:25, 23:25, 25:27)               | Skra Bełchatów                   | 3000   |
| 7. KOLEJKA  |       |                                  |                                         |                                  |        |
| 27.11.2004  | 14:00 | Skra Bełchatów                   | 3:0 (25:20, 25:21, 25:23)               | AKS Resovia Rzeszów              | 700    |
| 27.11.2004  | 14:00 | Mostostal-Azoty Kędzierzyn-Koźle | 3:0 (31:29, 25:21, 25:19)               | PZU AZS Olsztyn                  | 1100   |
| 27.11.2004  | 17:00 | KP Polska Energia Sosnowiec      | 0:3 (19:25, 21:25, 21:25)               | Pamapol Domex AZS Częstochowa    | 1100   |
| 27.11.2004  | 17:00 | AZS Nysa                         | 0:3 (19:25, 17:25, 15:25)               | Jastrzębski Węgiel               | 500    |
| 27.11.2004  | 17:00 | AZS Politechnika Warszawska      | 3:2 (27:25, 22:25, 16:25, 25:22, 16:14) | Górnik Radlin                    | 800    |
| 8. KOLEJKA  |       |                                  |                                         |                                  |        |
| 04.12.2004  | 14:00 | Pamapol Domex AZS Częstochowa    | 3:2 (24:26, 23:25, 25:19, 25:22, 15:5)  | Mostostal-Azoty Kędzierzyn-Koźle | 2500   |
| 04.12.2004  | 17:00 | AKS Resovia Rzeszów              | 3:0 (25:23, 25:16, 25:19)               | Górnik Radlin                    | 4500   |
| 04.12.2004  | 18:00 | Jastrzębski Węgiel               | 3:0 (25:23, 25:17, 25:17)               | AZS Politechnika Warszawska      | 900    |
| 04.12.2004  | 17:00 | PZU AZS Olsztyn                  | 3:1 (25:17, 25:22, 21:25, 25:19)        | AZS Nysa                         | 1350   |
| 05.12.2004  | 15:00 | Skra Bełchatów                   | 3:1 (31:29, 25:23, 24:26, 25:19)        | KP Polska Energia Sosnowiec      | 1900   |
| 9. KOLEJKA  |       |                                  |                                         |                                  |        |
| 11.12.2004  | 14:00 | AZS Politechnika Warszawska      | 1:3 (25:19, 18:25, 23:25, 18:25)        | PZU AZS Olsztyn                  |        |
| 11.12.2004  | 17:00 | Mostostal-Azoty Kędzierzyn-Koźle | 2:3 (25:20, 22:25, 17:25, 25:18, 13:15) | Skra Bełchatów                   | 1200   |
| 11.12.2004  | 17:00 | AZS Nysa                         | 0:3 (21:25, 13:25, 14:25)               | Pamapol Domex AZS Częstochowa    | 740    |
| 11.12.2004  | 19:00 | Górnik Radlin                    | 0:3 (17:25, 18:25, 31:33)               | Jastrzębski Węgiel               | 700    |
| 12.12.2004  | 15:00 | KP Polska Energia Sosnowiec      | 1:3 (30:28, 18:25, 21:25, 22:25)        | AKS Resovia Rzeszów              | 450    |
| 10. KOLEJKA |       |                                  |                                         |                                  |        |
| 15.01.2005  | 17:00 | Jastrzębski Węgiel               | 3:0 (25:21, 25:21, 26:24)               | AKS Resovia Rzeszów              | 800    |
| 15.01.2005  | 13:00 | PZU AZS Olsztyn                  | 3:0 (25:16, 25:17, 25:17)               | Górnik Radlin                    |        |
| 16.01.2005  | 15:00 | AZS Politechnika Warszawska      | 0:3 (24:26, 19:25, 22:25)               | Pamapol Domex AZS Częstochowa    |        |
| 15.01.2005  | 17:00 | KP Polska Energia Sosnowiec      | 2:3 (19:25, 25:19, 25:16, 23:25, 13:15) | Mostostal-Azoty Kędzierzyn-Koźle |        |
| 15.01.2005  | 17:00 | AZS PWSZ Nysa                    | 0:3 (19:25, 20:25, 20:25)               | Skra Bełchatów                   | 700    |
| 11. KOLEJKA |       |                                  |                                         |                                  |        |
| 22.01.2005  | 17:00 | Pamapol Domex AZS Częstochowa    | 3:0 (28:26, 25:23, 25:21)               | Górnik Radlin                    |        |
| 22.01.2005  | 17:00 | Mostostal-Azoty Kędzierzyn-Koźle | 3:0 (25:22, 25:18, 25:23)               | AKS Resovia Rzeszów              | 1200   |
| 23.01.2005  | 17:00 | KP Polska Energia Sosnowiec      | 3:1 (23:25, 25:19, 25:22, 27:25)        | AZS PWSZ Nysa                    | 710    |
| 22.01.2005  | 13:00 | PZU AZS Olsztyn                  | 2:3 (25:19, 24:26, 16:25, 25:17, 17:19) | Jastrzębski Węgiel               | 3500   |
| 23.01.2005  | 15:00 | Skra Bełchatów                   | 1:3 (25:19, 22:25, 26:28, 15:25)        | AZS Politechnika Warszawska      | 1400   |
| 12. KOLEJKA |       |                                  |                                         |                                  |        |
| 29.01.2005  | 17:00 | AZS Politechnika Warszawska      | 1:3 (21:25, 21:25, 25:16, 20:25)        | KP Polska Energia Sosnowiec      |        |
| 29.01.2005  | 13:00 | AKS Resovia Rzeszów              | 0:3 (14:25, 23:25, 18:25)               | PZU AZS Olsztyn                  |        |
| 29.01.2005  | 18:00 | Górnik Radlin                    | 0:3 (17:25, 21:25, 16:25)               | Skra Bełchatów                   | 500    |
| 29.01.2005  | 17:00 | AZS PWSZ Nysa                    | 0:3 (19:25, 23:25, 23:25)               | Mostostal-Azoty Kędzierzyn-Koźle | 1000   |
| 30.01.2005  | 15:00 | Jastrzębski Węgiel               | 0:3 (36:38, 22:25, 21:25)               | Pamapol Domex AZS Częstochowa    | 1200   |
| 13. KOLEJKA |       |                                  |                                         |                                  |        |
| 05.02.2005  | 17:00 | Mostostal-Azoty Kędzierzyn-Koźle | 1:3 (25:21, 24:26, 23:25, 20:25)        | AZS Politechnika Warszawska      | 1200   |
| 05.02.2005  | 17:00 | AZS PWSZ Nysa                    | 3:1 (25:23, 29:27, 21:25, 26:24)        | AKS Resovia Rzeszów              | 900    |
| 05.02.2005  | 17:00 | KP Polska Energia Sosnowiec      | 3:0 (25:20, 25:15, 25:15)               | Górnik Radlin                    | 500    |
| 06.02.2005  | 15:00 | Skra Bełchatów                   | 3:1 (25:20, 26:24, 21:25, 25:15)        | Jastrzębski Węgiel               | 1800   |
| 05.02.2005  | 13:00 | Pamapol Domex AZS Częstochowa    | 3:1 (25:20, 22:25, 25:22, 25:20)        | PZU AZS Olsztyn                  | 4000   |
| 14. KOLEJKA |       |                                  |                                         |                                  |        |
| 12.02.2005  | 17:00 | AZS Politechnika Warszawska      | 3:1 (22:25, 25:14, 25:17, 25:16)        | AZS PWSZ Nysa                    |        |
| 12.02.2005  | 17:00 | Górnik Radlin                    | 0:3 (18:25, 22:25, 20:25)               | Mostostal-Azoty Kędzierzyn-Koźle | 500    |
| 12.02.2005  | 13:00 | Jastrzębski Węgiel               | 3:1 (25:20, 25:19, 25:27, 25:14)        | KP Polska Energia Sosnowiec      | 650    |
| 13.02.2005  | 15:00 | PZU AZS Olsztyn                  | 3:1 (25:14, 25:23, 13:25, 25:21)        | Skra Bełchatów                   |        |
| 12.02.2005  | 17:00 | AKS Resovia Rzeszów              | 0:3 (21:25, 16:25, 24:26)               | Pamapol Domex AZS Częstochowa    | 4000   |
| 15. KOLEJKA |       |                                  |                                         |                                  |        |
| 19.02.2005  | 17:00 | AZS PWSZ Nysa                    | 1:3 (25:15, 21:25, 23:25, 17:25)        | Górnik Radlin                    | 800    |
| 19.02.2005  | 17:00 | KP Polska Energia Sosnowiec      | 1:3 (25:22, 20:25, 20:25, 14:25)        | PZU AZS Olsztyn                  | 800    |
| 19.02.2005  | 17:00 | AZS Politechnika Warszawska      | 2:3 (25:22, 25:18, 25:27, 16:25, 19:21) | AKS Resovia Rzeszów              | 700    |
| 20.02.2005  | 15:00 | Mostostal-Azoty Kędzierzyn-Koźle | 3:1 (26:24, 26:28, 25:21, 28:26)        | Jastrzębski Węgiel               | 1000   |
| 19.02.2005  | 13:00 | Skra Bełchatów                   | 3:1 (19:25, 25:23, 30:28, 25:23)        | Pamapol Domex AZS Częstochowa    | 2000   |
| 16. KOLEJKA |       |                                  |                                         |                                  |        |
| 27.02.2005  | 15:00 | AKS Resovia Rzeszów              | 0:3 (19:25, 23:25, 17:25)               | Skra Bełchatów                   | 4050   |
| 26.02.2005  | 13:00 | PZU AZS Olsztyn                  | 3:1 (22:25, 25:20, 25:16, 27:25)        | Mostostal-Azoty Kędzierzyn-Koźle | 1600   |
| 26.02.2005  | 16:00 | Pamapol Domex AZS Częstochowa    | 3:0 (25:22, 25:23, 25:17)               | KP Polska Energia Sosnowiec      | 2500   |
| 26.02.2005  | 17:00 | Jastrzębski Węgiel               | 3:0 (25:13, 25:17, 25:19)               | AZS PWSZ Nysa                    | 700    |
| 26.02.2005  | 19:00 | Górnik Radlin                    | 3:1 (28:26, 22:25, 25:17, 25:20)        | AZS Politechnika Warszawska      | 400    |
| 17. KOLEJKA |       |                                  |                                         |                                  |        |
| 05.03.2005  | 13:00 | Mostostal-Azoty Kędzierzyn-Koźle | 3:2 (23:25, 23:25, 25:22, 25:23, 15:9)  | Pamapol Domex AZS Częstochowa    |        |
| 05.03.2005  | 17:00 | Górnik Radlin                    | 0:3 (19:25, 23:25, 19:25)               | AKS Resovia Rzeszów              | 900    |
| 05.03.2005  | 17:00 | AZS Politechnika Warszawska      | 2:3 (25:22, 17:25, 20:25, 25:23, 9:15)  | Jastrzębski Węgiel               | 700    |
| 05.03.2005  | 17:00 | AZS PWSZ Nysa                    | 1:3 (21:25, 25:21, 23:25, 13:25)        | PZU AZS Olsztyn                  | 800    |
| 05.03.2005  | 17:00 | KP Polska Energia Sosnowiec      | 0:3 (21:25, 19:25, 24:26)               | Skra Bełchatów                   | 1000   |
| 18. KOLEJKA |       |                                  |                                         |                                  |        |
| 13.03.2005  | 15:00 | PZU AZS Olsztyn                  | 3:2 (28:26, 25:22, 25:27, 22:25, 15:7)  | AZS Politechnika Warszawska      |        |
| 12.03.2005  | 13:00 | Skra Bełchatów                   | 3:1 (25:15, 25:18, 21:25, 25:19)        | Mostostal-Azoty Kędzierzyn-Koźle | 1900   |
| 12.03.2005  | 17:00 | Pamapol Domex AZS Częstochowa    | 3:0 (28:26, 25:15, 25:17)               | AZS PWSZ Nysa                    | 1500   |
| 12.03.2005  | 17:00 | Jastrzębski Węgiel               | 3:0 (25:20, 25:12, 25:17)               | Górnik Radlin                    | 500    |
| 12.03.2005  | 17:00 | AKS Resovia Rzeszów              | 3:1 (25:21, 19:25, 25:17, 25:18)        | KP Polska Energia Sosnowiec      | 3900   |

### Tabela
| Lp. | Drużyna                          | Pkt | Mecze | Mecze | Mecze | Rodzaj wyniku | Rodzaj wyniku | Rodzaj wyniku | Rodzaj wyniku | Rodzaj wyniku | Rodzaj wyniku | Sety | Sety | Sety  | Małe punkty | Małe punkty | Małe punkty |
| Lp. | Drużyna                          | Pkt | M     | W     | P     | 3:0           | 3:1           | 3:2           | 2:3           | 1:3           | 0:3           | wyg. | prz. | stos. | zdob.       | str.        | stos.       |
| --- | -------------------------------- | --- | ----- | ----- | ----- | ------------- | ------------- | ------------- | ------------- | ------------- | ------------- | ---- | ---- | ----- | ----------- | ----------- | ----------- |
| 1   | Skra Bełchatów                   | 45  | 18    | 15    | 3     | 9             | 5             | 1             | 1             | 2             | 0             | 49   | 16   | 3.06  | 1547        | 1397        | 1.11        |
| 2   | Pamapol Domex AZS Częstochowa    | 44  | 18    | 15    | 3     | 10            | 3             | 2             | 1             | 1             | 1             | 48   | 16   | 3     | 1567        | 1395        | 1.12        |
| 3   | PZU AZS Olsztyn                  | 42  | 18    | 14    | 4     | 5             | 7             | 2             | 2             | 1             | 1             | 47   | 23   | 2.04  | 1651        | 1466        | 1.13        |
| 4   | Jastrzębski Węgiel               | 32  | 18    | 11    | 7     | 8             | 1             | 2             | 1             | 3             | 3             | 38   | 26   | 1.46  | 1517        | 1383        | 1.1         |
| 5   | Mostostal-Azoty Kędzierzyn-Koźle | 26  | 18    | 9     | 9     | 4             | 2             | 3             | 2             | 5             | 2             | 36   | 35   | 1.03  | 1590        | 1597        | 1           |
| 6   | AZS Politechnika Warszawska      | 25  | 18    | 8     | 10    | 1             | 5             | 2             | 3             | 4             | 3             | 34   | 39   | 0.87  | 1623        | 1629        | 1           |
| 7   | KP Polska Energia Sosnowiec      | 20  | 18    | 6     | 12    | 2             | 3             | 1             | 3             | 5             | 4             | 29   | 41   | 0.71  | 1522        | 1606        | 0.95        |
| 8   | AKS Resovia Rzeszów              | 19  | 18    | 7     | 11    | 2             | 3             | 2             | 0             | 3             | 8             | 24   | 40   | 0.6   | 1409        | 1496        | 0.94        |
| 9   | Górnik Radlin                    | 13  | 18    | 4     | 14    | 0             | 4             | 0             | 1             | 1             | 12            | 15   | 46   | 0.33  | 1267        | 1449        | 0.87        |
| 10  | AZS PWSZ Nysa                    | 4   | 18    | 1     | 17    | 0             | 1             | 0             | 1             | 9             | 7             | 14   | 52   | 0.27  | 1325        | 1600        | 0.83        |

Źródło: plusliga.pl
Punktacja: 3:0 i 3:1 – 3 pkt; 3:2 – 2 pkt; 2:3 – 1 pkt; 1:3 i 0:3 – 0 pkt
Zasady ustalania kolejności: 1. liczba punktów; 2. stosunek setów; 3. stosunek małych punktów; 4. bilans w bezpośrednich meczach
     Faza play-off
     Faza play-out

### Miejsca po danych kolejkach
Uwaga: zestawienie nie uwzględnia w danej kolejce meczów przełożonych na późniejsze terminy. Kursywą wyróżniono miejsce zajmowane przez drużynę, która rozegrała mniej meczów niż przeciwnicy.
| Drużyna \ Kolejka                | 1                   | 2  | 3  | 4  | 5  | 6  | 7  | 8  | 9  | 10 | 11 | 12 | 13 | 14 | 15 | 16 | 17 | 18 |   |
| -------------------------------- | ------------------- | -- | -- | -- | -- | -- | -- | -- | -- | -- | -- | -- | -- | -- | -- | -- | -- | -- | - |
| Drużyna \ Kolejka                | AKS Resovia Rzeszów | 9  | 6  | 7  | 7  | 7  | 8  | 9  | 8  | 6  | 8  | 8  | 8  | 8  | 8  | 8  | 8  | 8  | 8 |
| AZS Politechnika Warszawska      | 7                   | 8  | 8  | 5  | 5  | 4  | 4  | 5  | 5  | 5  | 5  | 7  | 6  | 5  | 6  | 6  | 6  | 6  |   |
| AZS PWSZ Nysa                    | 8                   | 9  | 9  | 9  | 10 | 10 | 10 | 10 | 10 | 10 | 10 | 10 | 10 | 10 | 10 | 10 | 10 | 10 |   |
| Górnik Radlin                    | 10                  | 10 | 10 | 10 | 9  | 7  | 8  | 9  | 9  | 9  | 9  | 9  | 9  | 9  | 9  | 9  | 9  | 9  |   |
| Jastrzębski Węgiel               | 2                   | 5  | 6  | 8  | 8  | 6  | 5  | 4  | 4  | 4  | 4  | 4  | 4  | 4  | 4  | 4  | 4  | 4  |   |
| KP Polska Energia Sosnowiec      | 6                   | 4  | 5  | 4  | 4  | 5  | 6  | 6  | 8  | 7  | 7  | 6  | 5  | 7  | 7  | 7  | 7  | 7  |   |
| Mostostal-Azoty Kędzierzyn-Koźle | 5                   | 7  | 4  | 6  | 6  | 9  | 7  | 7  | 7  | 6  | 6  | 5  | 7  | 6  | 5  | 5  | 5  | 5  |   |
| Pamapol Domex AZS Częstochowa    | 4                   | 2  | 2  | 2  | 2  | 3  | 2  | 2  | 2  | 2  | 1  | 1  | 1  | 1  | 1  | 1  | 2  | 2  |   |
| PZU AZS Olsztyn                  | 1                   | 1  | 1  | 3  | 3  | 2  | 3  | 3  | 3  | 3  | 3  | 3  | 3  | 3  | 3  | 3  | 3  | 3  |   |
| Skra Bełchatów                   | 3                   | 3  | 3  | 1  | 1  | 1  | 1  | 1  | 1  | 1  | 2  | 2  | 2  | 2  | 2  | 2  | 1  | 1  |   |

## Faza play-off

### Drabinka
|  |              |                                  |              |                    |              |              |              |   |                               |           |           |           |                               |           |                    |                    |                    |                    |                    |                    |                    |        |        |        |        |
|  | Ćwierćfinały | Ćwierćfinały                     | Ćwierćfinały | Ćwierćfinały       | Ćwierćfinały | Ćwierćfinały | Ćwierćfinały |   |                               | Półfinały | Półfinały | Półfinały | Półfinały                     | Półfinały | Półfinały          | Półfinały          |                    |                    | Finały             | Finały             | Finały             | Finały | Finały | Finały | Finały |
|  | Ćwierćfinały | Ćwierćfinały                     | Ćwierćfinały | Ćwierćfinały       | Ćwierćfinały | Ćwierćfinały | Ćwierćfinały |   |                               | Półfinały | Półfinały | Półfinały | Półfinały                     | Półfinały | Półfinały          | Półfinały          |                    |                    | Finały             | Finały             | Finały             | Finały | Finały | Finały | Finały |
|  |              |                                  |              |                    |              |              |              |   |                               |           |           |           |                               |           |                    |                    |                    |                    |                    |                    |                    |        |        |        |        |
|  |              |                                  |              |                    |              |              |              |   |                               |           |           |           |                               |           |                    |                    |                    |                    |                    |                    |                    |        |        |        |        |
|  | 1            | Skra Bełchatów                   | 3            | 3                  | 3            |              |              |   |                               |           |           |           |                               |           |                    |                    |                    |                    |                    |                    |                    |        |        |        |        |
|  | 1            | Skra Bełchatów                   | 3            | 3                  | 3            |              |              |   |                               |           |           |           |                               |           |                    |                    |                    |                    |                    |                    |                    |        |        |        |        |
|  | 8            | AKS Resovia Rzeszów              | 0            | 0                  | 2            |              |              |   |                               |           |           |           |                               |           |                    |                    |                    |                    |                    |                    |                    |        |        |        |        |
|  | 8            | AKS Resovia Rzeszów              | 0            | 0                  | 2            |              |              | 1 | Skra Bełchatów                | 3         | 1         | 3         | 3                             |           |                    |                    |                    |                    |                    |                    |                    |        |        |        |        |
|  |              |                                  |              |                    |              |              |              | 1 | Skra Bełchatów                | 3         | 1         | 3         | 3                             |           |                    |                    |                    |                    |                    |                    |                    |        |        |        |        |
|  |              |                                  | 4            | Jastrzębski Węgiel | 1            | 3            | 1            | 1 |                               |           |           |           |                               |           |                    |                    |                    |                    |                    |                    |                    |        |        |        |        |
|  | 4            | Jastrzębski Węgiel               | 4            | Jastrzębski Węgiel | 1            | 3            | 1            | 1 | 3                             | 3         | 3         |           |                               |           |                    |                    |                    |                    |                    |                    |                    |        |        |        |        |
|  | 4            | Jastrzębski Węgiel               |              |                    |              |              |              |   |                               |           |           |           |                               |           |                    |                    |                    |                    |                    |                    |                    |        |        |        |        |
|  | 5            | Mostostal-Azoty Kędzierzyn-Koźle | 1            | 0                  | 1            |              |              |   |                               |           |           |           |                               |           |                    |                    |                    |                    |                    |                    |                    |        |        |        |        |
|  | 5            | Mostostal-Azoty Kędzierzyn-Koźle | 1            | 0                  | 1            |              |              | 1 | Skra Bełchatów                | 3         | 3         | 3         |                               |           |                    |                    |                    |                    |                    |                    |                    |        |        |        |        |
|  |              |                                  |              |                    |              |              |              |   |                               |           |           |           |                               |           |                    |                    |                    |                    |                    |                    |                    |        |        |        |        |
|  |              |                                  | 3            | PZU AZS Olsztyn    | 2            | 0            | 0            |   |                               |           |           |           |                               |           |                    |                    |                    |                    |                    |                    |                    |        |        |        |        |
|  | 2            | Pamapol Domex AZS Częstochowa    | 3            | PZU AZS Olsztyn    | 2            | 0            | 0            | 3 | 3                             | 3         |           |           |                               |           |                    |                    |                    |                    |                    |                    |                    |        |        |        |        |
|  | 2            | Pamapol Domex AZS Częstochowa    |              |                    |              |              |              |   |                               |           |           |           |                               |           |                    |                    |                    |                    |                    |                    |                    |        |        |        |        |
|  | 7            | KP Polska Energia Sosnowiec      | 0            | 0                  | 1            |              |              |   |                               |           |           |           |                               |           |                    |                    |                    |                    |                    |                    |                    |        |        |        |        |
|  | 7            | KP Polska Energia Sosnowiec      | 0            | 0                  | 1            |              |              | 2 | Pamapol Domex AZS Częstochowa | 1         | 2         | 1         |                               |           | Mecze o 3. miejsce | Mecze o 3. miejsce | Mecze o 3. miejsce | Mecze o 3. miejsce | Mecze o 3. miejsce | Mecze o 3. miejsce | Mecze o 3. miejsce |        |        |        |        |
|  |              |                                  |              |                    |              |              |              | 2 | Pamapol Domex AZS Częstochowa | 1         | 2         | 1         |                               |           | Mecze o 3. miejsce | Mecze o 3. miejsce | Mecze o 3. miejsce | Mecze o 3. miejsce | Mecze o 3. miejsce | Mecze o 3. miejsce | Mecze o 3. miejsce |        |        |        |        |
|  |              |                                  | 3            | PZU AZS Olsztyn    | 3            | 3            | 3            |   |                               |           |           |           |                               |           |                    |                    |                    |                    |                    |                    |                    |        |        |        |        |
|  | 3            | PZU AZS Olsztyn                  | 3            | PZU AZS Olsztyn    | 3            | 3            | 3            | 3 | 3                             | 3         |           |           |                               |           |                    |                    |                    |                    |                    |                    |                    |        |        |        |        |
|  | 3            | PZU AZS Olsztyn                  |              |                    |              |              |              |   |                               |           |           | 2         | Pamapol Domex AZS Częstochowa | 3         | 3                  | 3                  |                    |                    |                    |                    |                    |        |        |        |        |
|  | 6            | AZS Politechnika Warszawska      | 0            | 1                  | 0            |              |              |   |                               |           |           | 2         | Pamapol Domex AZS Częstochowa | 3         | 3                  | 3                  |                    |                    |                    |                    |                    |        |        |        |        |
|  | 6            | AZS Politechnika Warszawska      | 0            | 1                  | 0            |              |              | 4 | Jastrzębski Węgiel            | 0         | 2         | 0         |                               |           |                    |                    |                    |                    |                    |                    |                    |        |        |        |        |
|  |              |                                  |              |                    |              |              |              | 4 | Jastrzębski Węgiel            | 0         | 2         | 0         |                               |           |                    |                    |                    |                    |                    |                    |                    |        |        |        |        |

|  |                     |                                  |                     |                             |                     |   |   |                                  |                    |                    |                    |                    |
|  | Mecze o miejsca 5-8 | Mecze o miejsca 5-8              | Mecze o miejsca 5-8 | Mecze o miejsca 5-8         | Mecze o miejsca 5-8 |   |   | Mecze o 5. miejsce               | Mecze o 5. miejsce | Mecze o 5. miejsce | Mecze o 5. miejsce | Mecze o 5. miejsce |
|  | Mecze o miejsca 5-8 | Mecze o miejsca 5-8              | Mecze o miejsca 5-8 | Mecze o miejsca 5-8         | Mecze o miejsca 5-8 |   |   | Mecze o 5. miejsce               | Mecze o 5. miejsce | Mecze o 5. miejsce | Mecze o 5. miejsce | Mecze o 5. miejsce |
|  |                     |                                  |                     |                             |                     |   |   |                                  |                    |                    |                    |                    |
|  |                     |                                  |                     |                             |                     |   |   |                                  |                    |                    |                    |                    |
|  | 5                   | Mostostal-Azoty Kędzierzyn-Koźle | 3                   | 3                           |                     |   |   |                                  |                    |                    |                    |                    |
|  | 5                   | Mostostal-Azoty Kędzierzyn-Koźle | 3                   | 3                           |                     |   |   |                                  |                    |                    |                    |                    |
|  | 8                   | AKS Resovia Rzeszów              | 2                   | 2                           |                     |   |   |                                  |                    |                    |                    |                    |
|  | 8                   | AKS Resovia Rzeszów              | 2                   | 2                           |                     |   | 5 | Mostostal-Azoty Kędzierzyn-Koźle | 3                  | 3                  |                    |                    |
|  |                     |                                  |                     |                             |                     |   | 5 | Mostostal-Azoty Kędzierzyn-Koźle | 3                  | 3                  |                    |                    |
|  |                     |                                  | 6                   | AZS Politechnika Warszawska | 2                   | 1 |   |                                  |                    |                    |                    |                    |
|  | 6                   | AZS Politechnika Warszawska      | 6                   | AZS Politechnika Warszawska | 2                   | 1 | 3 | 3                                |                    |                    |                    |                    |
|  | 6                   | AZS Politechnika Warszawska      |                     |                             |                     |   |   |                                  |                    |                    |                    |                    |
|  | 7                   | KP Polska Energia Sosnowiec      | 1                   | 0                           |                     |   |   |                                  |                    |                    |                    |                    |
|  | 7                   | KP Polska Energia Sosnowiec      | 1                   | 0                           | Mecze o 7. miejsce  |   |   |                                  |                    |                    |                    |                    |
|  |                     |                                  |                     |                             |                     |   |   |                                  |                    |                    |                    |                    |
|  |                     |                                  |                     |                             |                     |   |   |                                  |                    |                    |                    |                    |
|  |                     |                                  |                     |                             |                     |   |   |                                  |                    |                    |                    |                    |
|  | 7                   | KP Polska Energia Sosnowiec      | 3                   | 1                           | 0                   |   |   |                                  |                    |                    |                    |                    |
|  | 7                   | KP Polska Energia Sosnowiec      | 3                   | 1                           | 0                   |   |   |                                  |                    |                    |                    |                    |
|  | 8                   | AKS Resovia Rzeszów              | 1                   | 3                           | 3                   |   |   |                                  |                    |                    |                    |                    |
|  | 8                   | AKS Resovia Rzeszów              | 1                   | 3                           | 3                   |   |   |                                  |                    |                    |                    |                    |

### I runda

#### Ćwierćfinały
(do trzech zwycięstw)
| Data                          | Godz.                         | Gospodarz                        | Rezultat                               | Gość                             | Widzów                           |
| ----------------------------- | ----------------------------- | -------------------------------- | -------------------------------------- | -------------------------------- | -------------------------------- |
| Skra Bełchatów                | Skra Bełchatów                | Skra Bełchatów                   | 3 – 0                                  | AKS Resovia Rzeszów              | AKS Resovia Rzeszów              |
| 18.03.2005                    | 18:00                         | Skra Bełchatów                   | 3:0 (25:20, 25:23, 25:17)              | AKS Resovia Rzeszów              | 600                              |
| 19.03.2005                    | 17:00                         | Skra Bełchatów                   | 3:0 (25:19, 25:20, 25:19)              | AKS Resovia Rzeszów              | 600                              |
| 01.04.2005                    | 18:00                         | AKS Resovia Rzeszów              | 2:3 (25:27, 25:22, 25:13, 18:25, 9:15) | Skra Bełchatów                   | 3000                             |
| Jastrzębski Węgiel            | Jastrzębski Węgiel            | Jastrzębski Węgiel               | 3 – 0                                  | Mostostal-Azoty Kędzierzyn-Koźle | Mostostal-Azoty Kędzierzyn-Koźle |
| 19.03.2005                    | 13:00                         | Jastrzębski Węgiel               | 3:1 (20:25, 25:18, 25:13, 25:23)       | Mostostal-Azoty Kędzierzyn-Koźle | 700                              |
| 20.03.2005                    | 15:00                         | Jastrzębski Węgiel               | 3:0 (31:29, 25:15, 25:23)              | Mostostal-Azoty Kędzierzyn-Koźle | 700                              |
| 01.04.2005                    | 18:00                         | Mostostal-Azoty Kędzierzyn-Koźle | 1:3 (14:25, 25:23, 28:30, 20:25)       | Jastrzębski Węgiel               | 1000                             |
| Pamapol Domex AZS Częstochowa | Pamapol Domex AZS Częstochowa | Pamapol Domex AZS Częstochowa    | 3 – 0                                  | KP Polska Energia Sosnowiec      | KP Polska Energia Sosnowiec      |
| 18.03.2005                    | 19:00                         | Pamapol Domex AZS Częstochowa    | 3:0 (25:23, 25:14, 25:18)              | KP Polska Energia Sosnowiec      | 2000                             |
| 19.03.2005                    | 17:00                         | Pamapol Domex AZS Częstochowa    | 3:0 (25:12, 25:15, 30:28)              | KP Polska Energia Sosnowiec      | 2000                             |
| 01.04.2005                    | 17:00                         | KP Polska Energia Sosnowiec      | 1:3 (22:25, 25:22, 19:25, 18:25)       | Pamapol Domex AZS Częstochowa    | 800                              |
| PZU AZS Olsztyn               | PZU AZS Olsztyn               | PZU AZS Olsztyn                  | 3 – 0                                  | AZS Politechnika Warszawska      | AZS Politechnika Warszawska      |
| 18.03.2005                    | 18:00                         | PZU AZS Olsztyn                  | 3:0 (25:21, 25:22, 25:21)              | AZS Politechnika Warszawska      | 2100                             |
| 19.03.2005                    | 17:00                         | PZU AZS Olsztyn                  | 3:1 (18:25, 25:18, 25:18, 26:24)       | AZS Politechnika Warszawska      | 1900                             |
| 01.04.2005                    | 19:00                         | AZS Politechnika Warszawska      | 0:3 (21:25, 22:25, 18:25)              | PZU AZS Olsztyn                  | 1200                             |

### II runda

#### Półfinały
(do trzech zwycięstw)
| Data                          | Godz.                         | Gospodarz                     | Rezultat                                | Gość                          | Widzów             |
| ----------------------------- | ----------------------------- | ----------------------------- | --------------------------------------- | ----------------------------- | ------------------ |
| Skra Bełchatów                | Skra Bełchatów                | Skra Bełchatów                | 3 – 1                                   | Jastrzębski Węgiel            | Jastrzębski Węgiel |
| 09.04.2005                    | 13:00                         | Skra Bełchatów                | 3:1 (25:27, 25:23, 25:18, 25:22)        | Jastrzębski Węgiel            | 1000               |
| 10.04.2005                    | 18:00                         | Skra Bełchatów                | 1:3 (25:23, 20:25, 23:25, 20:25)        | Jastrzębski Węgiel            | 1400               |
| 16.04.2005                    | 17:00                         | Jastrzębski Węgiel            | 1:3 (21:25, 23:25, 25:18, 29:31)        | Skra Bełchatów                | 1000               |
| 17.04.2005                    | 15:00                         | Jastrzębski Węgiel            | 1:3 (19:25, 25:19, 23:25, 23:25)        | Skra Bełchatów                | 900                |
| Pamapol Domex AZS Częstochowa | Pamapol Domex AZS Częstochowa | Pamapol Domex AZS Częstochowa | 0 – 3                                   | PZU AZS Olsztyn               | PZU AZS Olsztyn    |
| 10.04.2005                    | 15:00                         | Pamapol Domex AZS Częstochowa | 1:3 (25:27, 23:25, 25:20, 25:27)        | PZU AZS Olsztyn               | 2500               |
| 11.04.2005                    | 19:00                         | Pamapol Domex AZS Częstochowa | 2:3 (19:25, 25:20, 25:14, 24:26, 12:15) | PZU AZS Olsztyn               | 2500               |
| 16.04.2005                    | 13:00                         | PZU AZS Olsztyn               | 3:1 (25:20, 17:25, 25:22, 25:20)        | Pamapol Domex AZS Częstochowa |                    |

#### Mecze o miejsca 5-8
(do dwóch zwycięstw)
| Data                             | Godz.                            | Gospodarz                        | Rezultat                                | Gość                             | Widzów                      |
| -------------------------------- | -------------------------------- | -------------------------------- | --------------------------------------- | -------------------------------- | --------------------------- |
| Mostostal-Azoty Kędzierzyn-Koźle | Mostostal-Azoty Kędzierzyn-Koźle | Mostostal-Azoty Kędzierzyn-Koźle | 2 – 0                                   | AKS Resovia Rzeszów              | AKS Resovia Rzeszów         |
| 09.04.2005                       | 18:00                            | AKS Resovia Rzeszów              | 2:3 (25:14, 26:28, 13:25, 25:20, 12:15) | Mostostal-Azoty Kędzierzyn-Koźle | 2800                        |
| 15.04.2005                       | 18:00                            | Mostostal-Azoty Kędzierzyn-Koźle | 3:2 (17:25, 30:28, 25:17, 19:25, 19:17) | AKS Resovia Rzeszów              | 510                         |
| AZS Politechnika Warszawska      | AZS Politechnika Warszawska      | AZS Politechnika Warszawska      | 2 – 0                                   | KP Polska Energia Sosnowiec      | KP Polska Energia Sosnowiec |
| 09.04.2005                       | 17:00                            | KP Polska Energia Sosnowiec      | 1:3 (25:20, 21:25, 23:25, 20:25)        | AZS Politechnika Warszawska      | 500                         |
| 15.04.2005                       | 18:00                            | AZS Politechnika Warszawska      | 3:0 (25:21, 25:14, 25:17)               | KP Polska Energia Sosnowiec      | 250                         |

### III runda

#### Finały
(do trzech zwycięstw)
| Data           | Godz.          | Gospodarz       | Rezultat                               | Gość            | Widzów          |
| -------------- | -------------- | --------------- | -------------------------------------- | --------------- | --------------- |
| Skra Bełchatów | Skra Bełchatów | Skra Bełchatów  | 3 – 0                                  | PZU AZS Olsztyn | PZU AZS Olsztyn |
| 22.04.2005     | 19:00          | Skra Bełchatów  | 3:2 (18:25, 25:20, 25:21, 24:26, 15:9) | PZU AZS Olsztyn |                 |
| 23.04.2005     | 13:00          | Skra Bełchatów  | 3:0 (25:17, 28:26, 27:25)              | PZU AZS Olsztyn |                 |
| 30.04.2005     | 13:00          | PZU AZS Olsztyn | 0:3 (17:25, 21:25, 17:25)              | Skra Bełchatów  | 2600            |

#### Mecze o 3. miejsce
(do trzech zwycięstw)
| Data                          | Godz.                         | Gospodarz                     | Rezultat                                | Gość                          | Widzów             |
| ----------------------------- | ----------------------------- | ----------------------------- | --------------------------------------- | ----------------------------- | ------------------ |
| Pamapol Domex AZS Częstochowa | Pamapol Domex AZS Częstochowa | Pamapol Domex AZS Częstochowa | 3 – 0                                   | Jastrzębski Węgiel            | Jastrzębski Węgiel |
| 22.04.2005                    | 19:00                         | Pamapol Domex AZS Częstochowa | 3:0 (25:19, 25:21, 26:24)               | Jastrzębski Węgiel            | 1500               |
| 23.04.2005                    | 18:00                         | Pamapol Domex AZS Częstochowa | 3:2 (23:25, 20:25, 26:24, 25:21, 16:14) | Jastrzębski Węgiel            | 1200               |
| 29.04.2005                    | 18:00                         | Jastrzębski Węgiel            | 0:3 (21:25, 21:25, 20:25)               | Pamapol Domex AZS Częstochowa | 500                |

#### Mecze o 5. miejsce
(do dwóch zwycięstw)
| Data                             | Godz.                            | Gospodarz                        | Rezultat                                | Gość                             | Widzów                      |
| -------------------------------- | -------------------------------- | -------------------------------- | --------------------------------------- | -------------------------------- | --------------------------- |
| Mostostal-Azoty Kędzierzyn-Koźle | Mostostal-Azoty Kędzierzyn-Koźle | Mostostal-Azoty Kędzierzyn-Koźle | 2 – 0                                   | AZS Politechnika Warszawska      | AZS Politechnika Warszawska |
| 23.04.2005                       | 17:00                            | AZS Politechnika Warszawska      | 2:3 (25:18, 23:25, 25:23, 21:25, 10:15) | Mostostal-Azoty Kędzierzyn-Koźle | 300                         |
| 29.04.2005                       | 18:00                            | Mostostal-Azoty Kędzierzyn-Koźle | 3:1 (22:25, 25:20, 25:18, 25:22)        | AZS Politechnika Warszawska      | 700                         |

#### Mecze o 7. miejsce
(do dwóch zwycięstw)
| Data                        | Godz.                       | Gospodarz                   | Rezultat                         | Gość                        | Widzów              |
| --------------------------- | --------------------------- | --------------------------- | -------------------------------- | --------------------------- | ------------------- |
| KP Polska Energia Sosnowiec | KP Polska Energia Sosnowiec | KP Polska Energia Sosnowiec | 1 – 2                            | AKS Resovia Rzeszów         | AKS Resovia Rzeszów |
| 23.04.2005                  | 18:00                       | AKS Resovia Rzeszów         | 1:3 (22:25, 25:18, 22:25, 21:25) | KP Polska Energia Sosnowiec | 1500                |
| 29.04.2005                  | 18:00                       | KP Polska Energia Sosnowiec | 1:3 (16:25, 25:20, 23:25, 28:30) | AKS Resovia Rzeszów         | 150                 |
| 30.04.2005                  | 12:00                       | KP Polska Energia Sosnowiec | 0:3 (22:25, 12:25, 22:25)        | AKS Resovia Rzeszów         | 45                  |

## Faza play-out

### Mecze o 9. miejsce
(do czterech zwycięstw)
| Data          | Godz.         | Gospodarz     | Rezultat                                | Gość          | Widzów        |
| ------------- | ------------- | ------------- | --------------------------------------- | ------------- | ------------- |
| Górnik Radlin | Górnik Radlin | Górnik Radlin | 1 – 4                                   | AZS PWSZ Nysa | AZS PWSZ Nysa |
| 09.04.2005    | 17:00         | Górnik Radlin | 1:3 (21:25, 25:20, 21:25, 18:25)        | AZS PWSZ Nysa | 300           |
| 12.04.2005    | 18:00         | AZS PWSZ Nysa | 2:3 (17:25, 20:25, 25:23, 25:21, 13:15) | Górnik Radlin | 900           |
| 15.04.2005    | 18:00         | Górnik Radlin | 2:3 (25:20, 20:25, 22:25, 26:24, 6:15)  | AZS PWSZ Nysa |               |
| 16.04.2005    | 17:00         | Górnik Radlin | 1:3 (23:25, 23:25, 25:22, 22:25)        | AZS PWSZ Nysa | 300           |
| 22.04.2005    | 18:00         | AZS PWSZ Nysa | 3:0 (25:22, 25:16, 25:20)               | Górnik Radlin | 700           |

## Baraże
(do trzech zwycięstw)
| Data          | Godz.         | Gospodarz       | Rezultat                         | Gość            | Widzów          |
| ------------- | ------------- | --------------- | -------------------------------- | --------------- | --------------- |
| AZS PWSZ Nysa | AZS PWSZ Nysa | AZS PWSZ Nysa   | 1 – 3                            | Gwardia Wrocław | Gwardia Wrocław |
| 29.04.2005    | 19:00         | AZS PWSZ Nysa   | 0:3 (25:27, 25:27, 19:25)        | Gwardia Wrocław | 700             |
| 30.04.2005    | 17:00         | AZS PWSZ Nysa   | 3:1 (25:17, 25:23, 20:25, 25:20) | Gwardia Wrocław | 700             |
| 06.05.2005    | 18:00         | Gwardia Wrocław | 3:0 (25:23, 25:20, 25:21)        | AZS PWSZ Nysa   | 600             |
| 07.05.2005    | 18:00         | Gwardia Wrocław | 3:0 (25:23, 25:19, 25:22)        | AZS PWSZ Nysa   | 800             |

## Klasyfikacja końcowa
| Lp. | Drużyna                          |
| --- | -------------------------------- |
| 1   | Skra Bełchatów                   |
| 2   | PZU AZS Olsztyn                  |
| 3   | Pamapol Domex AZS Częstochowa    |
| 4   | Jastrzębski Węgiel               |
| 5   | Mostostal-Azoty Kędzierzyn-Koźle |
| 6   | AZS Politechnika Warszawska      |
| 7   | AKS Resovia Rzeszów              |
| 8   | KP Polska Energia Sosnowiec      |
| 9   | AZS PWSZ Nysa                    |
| 10  | Górnik Radlin                    |

| Mistrzostwo            |
| ---------------------- |
| Skra Bełchatów         |
| Puchar                 |
| Skra Bełchatów         |
| Spadek do I ligi       |
| AZS PWSZ Nysa          |
| Górnik Radlin          |
| Awans z I ligi serii B |
| Joker Piła             |
| Gwardia Wrocław        |

## Statystyki

### Sety, małe punkty i liczba widzów
| Kolejka/Faza                                  | Mecze                                         | Sety (średnio na mecz)                        | Sety (średnio na mecz)                        | Małe punkty (średnio na set)                  | Małe punkty (średnio na set)                  | Liczba widzów (średnio na mecz)               | Liczba widzów (średnio na mecz)               | Kolejka/Faza                  | Mecze                         | Sety (średnio na mecz)        | Sety (średnio na mecz)        | Małe punkty (średnio na set)  | Małe punkty (średnio na set)  | Liczba widzów (średnio na mecz) | Liczba widzów (średnio na mecz) |
| --------------------------------------------- | --------------------------------------------- | --------------------------------------------- | --------------------------------------------- | --------------------------------------------- | --------------------------------------------- | --------------------------------------------- | --------------------------------------------- | ----------------------------- | ----------------------------- | ----------------------------- | ----------------------------- | ----------------------------- | ----------------------------- | ------------------------------- | ------------------------------- |
| Faza zasadnicza                               |                                               |                                               |                                               |                                               |                                               |                                               |                                               |                               |                               |                               |                               |                               |                               |                                 |                                 |
| 1                                             | 5                                             | 19                                            | 3,80                                          | 867                                           | 45,63                                         | 7900                                          | 1580                                          | 10                            | 5                             | 17                            | 3,40                          | 747                           | 43,94                         |                                 |                                 |
| 2                                             | 5                                             | 17                                            | 3,40                                          | 784                                           | 46,12                                         |                                               |                                               | 11                            | 5                             | 19                            | 3,80                          | 875                           | 46,05                         |                                 |                                 |
| 3                                             | 5                                             | 18                                            | 3,60                                          | 792                                           | 44,00                                         | 9220                                          | 1844                                          | 12                            | 5                             | 16                            | 3,20                          | 744                           | 46,50                         |                                 |                                 |
| 4                                             | 5                                             | 20                                            | 4,00                                          | 887                                           | 44,35                                         |                                               |                                               | 13                            | 5                             | 19                            | 3,80                          | 879                           | 46,26                         | 8400                            | 1680                            |
| 5                                             | 5                                             | 22                                            | 4,40                                          | 958                                           | 43,55                                         | 6200                                          | 1240                                          | 14                            | 5                             | 18                            | 3,60                          | 792                           | 44,00                         | 5300                            | 1060                            |
| 6                                             | 5                                             | 17                                            | 3,40                                          | 771                                           | 45,35                                         | 11 150                                        | 2230                                          | 15                            | 5                             | 21                            | 4,20                          | 977                           | 46,52                         |                                 |                                 |
| 7                                             | 5                                             | 17                                            | 3,40                                          | 768                                           | 45,18                                         | 4200                                          | 840                                           | 16                            | 5                             | 17                            | 3,40                          | 768                           | 45,18                         | 9250                            | 1850                            |
| 8                                             | 5                                             | 19                                            | 3,80                                          | 855                                           | 45,00                                         | 11 150                                        | 2230                                          | 17                            | 5                             | 20                            | 4,00                          | 875                           | 43,75                         |                                 |                                 |
| 9                                             | 5                                             | 19                                            | 3,80                                          | 849                                           | 44,68                                         |                                               |                                               | 18                            | 5                             | 19                            | 3,80                          | 830                           | 43,68                         |                                 |                                 |
| Podsumowanie rundy pierwszej (po 9 kolejkach) | Podsumowanie rundy pierwszej (po 9 kolejkach) | Podsumowanie rundy pierwszej (po 9 kolejkach) | Podsumowanie rundy pierwszej (po 9 kolejkach) | Podsumowanie rundy pierwszej (po 9 kolejkach) | Podsumowanie rundy pierwszej (po 9 kolejkach) | Podsumowanie rundy pierwszej (po 9 kolejkach) | Podsumowanie rundy pierwszej (po 9 kolejkach) | Podsumowanie rundy rewanżowej | Podsumowanie rundy rewanżowej | Podsumowanie rundy rewanżowej | Podsumowanie rundy rewanżowej | Podsumowanie rundy rewanżowej | Podsumowanie rundy rewanżowej | Podsumowanie rundy rewanżowej   | Podsumowanie rundy rewanżowej   |
| 1-9                                           | 45                                            | 168                                           | 3,73                                          | 7531                                          | 44,83                                         |                                               |                                               | 10-18                         | 45                            | 166                           | 3,69                          | 7487                          | 45,10                         |                                 |                                 |
| Faza play-off / play-out                      |                                               |                                               |                                               |                                               |                                               |                                               |                                               |                               |                               |                               |                               |                               |                               |                                 |                                 |
| Ćwierćfinały                                  | 12                                            | 42                                            | 3,50                                          | 1884                                          | 44,86                                         | 16 600                                        | 1383                                          | O miejsca 5-8                 | 4                             | 17                            | 4,25                          | 736                           | 43,29                         | 4060                            | 1015                            |
| Półfinały                                     | 7                                             | 29                                            | 4,14                                          | 1338                                          | 46,14                                         |                                               |                                               | O 5. miejsce                  | 2                             | 9                             | 4,50                          | 392                           | 43,56                         | 1000                            | 500                             |
| O 3. miejsce                                  | 3                                             | 11                                            | 3,67                                          | 496                                           | 45,09                                         | 3200                                          | 1067                                          | O 7. miejsce                  | 3                             | 11                            | 3,67                          | 506                           | 46,00                         | 1695                            | 565                             |
| Finały                                        | 3                                             | 11                                            | 3,67                                          | 486                                           | 44,18                                         |                                               |                                               | O 9. miejsce                  | 5                             | 21                            | 4,20                          | 920                           | 43,81                         |                                 |                                 |
| Podsumowanie sezonu                           |                                               |                                               |                                               |                                               |                                               |                                               |                                               |                               |                               |                               |                               |                               |                               |                                 |                                 |
| Faza zasadnicza                               | Faza zasadnicza                               | Faza zasadnicza                               | Faza zasadnicza                               | Faza zasadnicza                               | Faza zasadnicza                               | Faza zasadnicza                               | Faza zasadnicza                               | Faza zasadnicza               | 90                            | 334                           | 3,71                          | 15 018                        | 44,96                         |                                 |                                 |
| Faza play-off                                 | Faza play-off                                 | Faza play-off                                 | Faza play-off                                 | Faza play-off                                 | Faza play-off                                 | Faza play-off                                 | Faza play-off                                 | Faza play-off                 | 34                            | 130                           | 3,82                          | 5838                          | 44,91                         |                                 |                                 |
| Faza play-out                                 | Faza play-out                                 | Faza play-out                                 | Faza play-out                                 | Faza play-out                                 | Faza play-out                                 | Faza play-out                                 | Faza play-out                                 | Faza play-out                 | 5                             | 21                            | 4,20                          | 920                           | 43,81                         |                                 |                                 |
| Razem                                         | Razem                                         | Razem                                         | Razem                                         | Razem                                         | Razem                                         | Razem                                         | Razem                                         | Razem                         | 129                           | 485                           | 3,76                          | 21 776                        | 44,90                         |                                 |                                 |

## Składy drużyn
| Nr | Imię i nazwisko       | Rok urodzenia | Wzrost (w cm) | Pozycja      |
| -- | --------------------- | ------------- | ------------- | ------------ |
| 1  | Tomasz Kowalczyk      | 1976          | 198           | środkowy     |
| 2  | Tomasz Drzyzga        | 1985          | 188           | libero       |
| 3  | Krzysztof Niedziela   | 1978          | 194           | atakujący    |
| 4  | Adrian Dyżakowski     | 1976          | 192           | libero       |
| 5  | Wojciech Gradowski    | 1980          | 191           | przyjmujący  |
| 6  | Krzysztof Grzesiowski | 1981          | 206           | atakujący    |
| 7  | Jakub Bednaruk        | 1976          | 192           | rozgrywający |
| 8  | Michał Peciakowski    | 1981          | 196           | rozgrywający |
| 9  | Marcin Drabkowski     | 1977          | 184           | rozgrywający |
| 10 | Konrad Małecki        | 1979          | 200           | przyjmujący  |
| 11 | Bartosz Szcześniewski | 1977          | 202           | środkowy     |
| 12 | Piotr Szulc           | 1976          | 191           | przyjmujący  |
| 13 | Maciej Oczko          | 1980          | 198           | środkowy     |
| 14 | Marcin Malicki        | 1983          | 197           | środkowy     |

| Nr | Imię i nazwisko     | Rok urodzenia | Wzrost (w cm) | Pozycja      |
| -- | ------------------- | ------------- | ------------- | ------------ |
| 1  | Jarosław Maciończyk | 1979          | 188           | rozgrywający |
| 2  | Krzysztof Lewicki   | 1985          | 189           | przyjmujący  |
| 3  | Marcin Kozioł       | 1983          | 196           | atakujący    |
| 4  | Rafał Dymowski      | 1972          | 200           | środkowy     |
| 5  | Rafał Jamrozowicz   | 1985          | 193           | przyjmujący  |
| 6  | Michał Kaczmarek    | 1984          | 200           | środkowy     |
| 7  | Sławomir Krypel     | 1979          | 182           | libero       |
| 8  | Marcin Jarosz       | 1980          | 195           | atakujący    |
| 9  | Bartosz Kurek       | 1988          | 200           | środkowy     |
| 10 | Jiří Petráš         | 1975          | 194           | atakujący    |
| 11 | Michał Jaszewski    | 1979          | 190           | przyjmujący  |
| 12 | Adam Kurek          | 1968          | 195           | przyjmujący  |
| 13 | Dariusz Ratajczak   | 1964          | 184           | przyjmujący  |
| 14 | Daniel Wilk         | 1982          | 199           | atakujący    |
| 16 | Rafał Kwasowski     | 1971          | 195           | libero       |

| Nr | Imię i nazwisko     | Rok urodzenia | Wzrost (w cm) | Pozycja      |
| -- | ------------------- | ------------- | ------------- | ------------ |
| 1  | Władimir Kastornow  | 1975          | 202           | atakujący    |
| 2  | Mariusz Wlazły      | 1983          | 195           | atakujący    |
| 3  | Piotr Gruszka       | 1977          | 206           | przyjmujący  |
| 4  | Damian Dacewicz     | 1974          | 209           | środkowy     |
| 5  | Andrzej Stelmach    | 1972          | 200           | rozgrywający |
| 7  | Krzysztof Ignaczak  | 1978          | 187           | libero       |
| 9  | Dariusz Szulik      | 1983          | 204           | środkowy     |
| 10 | Robert Milczarek    | 1983          | 188           | przyjmujący  |
| 13 | Paweł Maciejewicz   | 1980          | 198           | przyjmujący  |
| 14 | Radosław Wnuk       | 1977          | 207           | środkowy     |
| 15 | Bartłomiej Neroj    | 1984          | 200           | rozgrywający |
| 17 | Michał Chadała      | 1977          | 196           | przyjmujący  |
| 18 | Robert Szczerbaniuk | 1977          | 199           | środkowy     |

| Nr | Imię i nazwisko     | Rok urodzenia | Wzrost (w cm) | Pozycja      |
| -- | ------------------- | ------------- | ------------- | ------------ |
| 1  | Adam Barteczko      | 1987          | 185           | rozgrywający |
| 2  | Marcin Grzegoszczyk | 1981          | 188           | atakujący    |
| 3  | Petr Dohal          | 1983          | 173           | libero       |
| 4  | Damian Lisiecki     | 1975          | 188           | przyjmujący  |
| 5  | Jarosław Sobczyński | 1977          | 203           | środkowy     |
| 6  | Damian Domonik      | 1985          | 204           | środkowy     |
| 7  | Paweł Szabelski     | 1981          | 195           | środkowy     |
| 8  | Jarosław Fijoł      | 1974          | 196           | przyjmujący  |
| 9  | Marcin Grygiel      | 1978          | 199           | atakujący    |
| 10 | Łukasz Lip          | 1977          | 183           | rozgrywający |
| 11 | Andrzej Kurdziel    | 1981          | 192           | przyjmujący  |
| 13 | Sebastian Pęcherz   | 1985          | 194           | przyjmujący  |
| 14 | Wojciech Musiolik   | 1986          | 188           | przyjmujący  |
| 16 | Robert Kiwior       | 1982          | 194           | rozgrywający |

| Nr | Imię i nazwisko       | Rok urodzenia | Wzrost (w cm) | Pozycja      |
| -- | --------------------- | ------------- | ------------- | ------------ |
| 1  | Daniel Pliński        | 1978          | 205           | środkowy     |
| 2  | Marcin Wika           | 1983          | 193           | przyjmujący  |
| 3  | Przemysław Michalczyk | 1973          | 191           | przyjmujący  |
| 4  | Grzegorz Pilarz       | 1980          | 189           | rozgrywający |
| 5  | Radosław Rybak        | 1973          | 196           | atakujący    |
| 6  | Arkadiusz Terlecki    | 1980          | 201           | środkowy     |
| 7  | Paweł Rusek           | 1983          | 183           | libero       |
| 8  | Víctor Rivera         | 1977          | 198           | uniwersalny  |
| 9  | Adam Kurian           | 1982          | 202           | przyjmujący  |
| 10 | José Rivera           | 1977          | 195           | przyjmujący  |
| 11 | Grzegorz Nowak        | 1975          | 200           | środkowy     |
| 12 | Pavel Chudík          | 1974          | 190           | rozgrywający |

| Nr | Imię i nazwisko          | Rok urodzenia | Wzrost (w cm) | Pozycja      |
| -- | ------------------------ | ------------- | ------------- | ------------ |
| 1  | Michał Kozłowski         | 1985          | 191           | rozgrywający |
| 3  | Artur Augustyn           | 1983          | 197           | środkowy     |
| 5  | Piotr Lipiński           | 1979          | 195           | rozgrywający |
| 7  | Dušan Kubica             | 1972          | 186           | libero       |
| 8  | Rafał Musielak           | 1973          | 193           | przyjmujący  |
| 9  | Wojciech Serafin         | 1978          | 183           | przyjmujący  |
| 10 | Stanislav Vartovník      | 1978          | 194           | przyjmujący  |
| 11 | Tomáš Kmeť               | 1981          | 202           | środkowy     |
| 12 | Jarosław Stancelewski    | 1974          | 204           | środkowy     |
| 13 | Karol Šrámek             | 1977          | 202           | atakujący    |
| 14 | Marcel Gromadowski       | 1985          | 200           | atakujący    |
| 16 | Aleksander Januszkiewicz | 1979          | 200           | środkowy     |
| 18 | Arkadiusz Olejniczak     | 1984          | 191           | przyjmujący  |

| Nr | Imię i nazwisko       | Rok urodzenia | Wzrost (w cm) | Pozycja      |
| -- | --------------------- | ------------- | ------------- | ------------ |
| 1  | Bartosz Gawryszewski  | 1985          | 201           | środkowy     |
| 2  | Krzysztof Gierczyński | 1976          | 193           | przyjmujący  |
| 3  | Piotr Gacek           | 1978          | 185           | libero       |
| 4  | Wojciech Jurkiewicz   | 1977          | 205           | środkowy     |
| 5  | Michał Żuk            | 1985          | 195           | przyjmujący  |
| 6  | Marcin Kocik          | 1979          | 196           | przyjmujący  |
| 7  | Paweł Woicki          | 1983          | 183           | rozgrywający |
| 8  | Jakub Oczko           | 1981          | 192           | rozgrywający |
| 9  | Adrian Patucha        | 1983          | 193           | atakujący    |
| 10 | Grzegorz Szymański    | 1978          | 204           | atakujący    |
| 11 | Andrzej Szewiński     | 1970          | 198           | atakujący    |
| 12 | Grzegorz Kokociński   | 1981          | 195           | środkowy     |
| 13 | Michał Winiarski      | 1983          | 200           | przyjmujący  |

| Nr | Imię i nazwisko    | Rok urodzenia | Wzrost (w cm) | Pozycja      |
| -- | ------------------ | ------------- | ------------- | ------------ |
| 1  | Radosław Panas     | 1970          | 195           | libero       |
| 2  | Łukasz Żygadło     | 1979          | 200           | rozgrywający |
| 3  | Sławomir Szczygieł | 1978          | 202           | środkowy     |
| 4  | Szymon Żurawski    | 1976          | 198           | atakujący    |
| 5  | Mariusz Syguła     | 1982          | 193           | rozgrywający |
| 6  | Haroldas Čyvas     | 1972          | 201           | atakujący    |
| 7  | Mario Żelić        | 1981          | 201           | środkowy     |
| 8  | Bartłomiej Soroka  | 1979          | 200           | przyjmujący  |
| 9  | Jakub Łomacz       | 1982          | 187           | przyjmujący  |
| 10 | Marcin Kudłacik    | 1981          | 198           | środkowy     |
| 13 | Rafał Cimochowski  | 1984          | 196           | przyjmujący  |
| 15 | Rafał Legień       | 1969          | 190           | przyjmujący  |
| 18 | Zbigniew Bartman   | 1987          | 197           | przyjmujący  |

| Nr | Imię i nazwisko     | Rok urodzenia | Wzrost (w cm) | Pozycja      |
| -- | ------------------- | ------------- | ------------- | ------------ |
| 1  | Maciej Alancewicz   | 1982          | 192           | przyjmujący  |
| 2  | Wojciech Grzyb      | 1981          | 204           | środkowy     |
| 4  | Mariusz Szyszko     | 1969          | 188           | rozgrywający |
| 5  | Paweł Zagumny       | 1977          | 200           | rozgrywający |
| 7  | Paweł Kuciński      | 1973          | 193           | libero       |
| 8  | Krzysztof Śmigiel   | 1974          | 198           | atakujący    |
| 9  | Patryk Czarnowski   | 1985          | 201           | środkowy     |
| 10 | Marcin Nowak        | 1975          | 215           | środkowy     |
| 11 | Michał Ruciak       | 1983          | 190           | przyjmujący  |
| 12 | Mark Siebeck        | 1975          | 195           | przyjmujący  |
| 13 | Marcin Mierzejewski | 1982          | 182           | przyjmujący  |
| 14 | Paweł Papke         | 1977          | 196           | atakujący    |
| 17 | Marcin Możdżonek    | 1985          | 211           | środkowy     |
| 18 | Michał Bąkiewicz    | 1981          | 197           | przyjmujący  |

| Nr | Imię i nazwisko     | Rok urodzenia | Wzrost (w cm) | Pozycja      |
| -- | ------------------- | ------------- | ------------- | ------------ |
| 1  | Stanisław Pieczonka | 1979          | 200           | przyjmujący  |
| 2  | Paweł Kupisz        | 1978          | 204           | środkowy     |
| 3  | Piotr Podpora       | 1978          | 190           | libero       |
| 4  | Mariusz Kuczko      | 1975          | 198           | środkowy     |
| 5  | Tomasz Kozłowski    | 1979          | 192           | rozgrywający |
| 6  | Sławomir Gerymski   | 1968          | 187           | rozgrywający |
| 7  | Tomasz Kamuda       | 1976          | 197           | atakujący    |
| 9  | Wojciech Pawłowski  | 1982          | 202           | atakujący    |
| 11 | Tomasz Józefacki    | 1980          | 192           | atakujący    |
| 12 | Łukasz Perłowski    | 1984          | 203           | środkowy     |
| 13 | Piotr Łuka          | 1980          | 191           | przyjmujący  |
| 17 | Siergiej Żywołożnyj | 1976          | 198           | przyjmujący  |